# Nenad Mirosavljević
Nenad Mirosavljević es un futbolista serbio retirado. Nació en Požega (Croacia) el 4 de septiembre de 1977. Su posición natural en el terreno de juego era la de delantero centro nato. Perteneció a la plantilla del Cádiz CF entre los años 2004 a 2006, donde se le bautizó cariñosamente con el apelativo de Mortadelo. Ha sido 12 veces internacional desde 2009 con la selección de fútbol de Serbia marcando dos goles.

## Clubes
| Club                  | País   | Año       |
| --------------------- | ------ | --------- |
| Proleter Zrenjanin    | Serbia | 1996-2000 |
| FK Sartid             | Serbia | 2000-2004 |
| Cádiz CF              | España | 2004-2006 |
| Partizán de Belgrado  | Serbia | 2006-2007 |
| UD Vecindario         | España | 2007      |
| FK Smederevo          | Serbia | 2007      |
| APOEL FC              | Chipre | 2008-2011 |
| Olympiakos Nicosia FC | Chipre | 2011-2012 |
| FK Napredak Kruševac  | Serbia | 2012-2013 |
| FK Čukarički          | Serbia | 2014-2016 |